# الغديرين (ماهلية)

تعديل مصدري - تعديل

الغديرين هي إحدى قرى عزلة القرش ال احمد بمديرية ماهلية التابعة لمحافظة مأرب، بلغ تعداد سكانها 22 نسمة حسب تعداد اليمن لعام 2004.